# De Dood (Schijfwereld)
De Dood is een personage uit de Schijfwereld-boekenreeks van de Britse schrijver Terry Pratchett.
De Dood is een lange, magere verschijning, die met zijn zeis de levenslijn van de overledenen doorsnijdt (behalve bij personen van koninklijken bloede: bij hen gebruikt hij een zwaard). Hij is, volgens zijn eigen woorden, een antropomorfe verpersoonlijking; in feite een wandelend skelet. Hij is gekleed in het zwart en alleen zijn schedel is zichtbaar, althans wanneer hij zijn kap achterover doet. In de oogkassen van zijn schedel blinken twee blauwe sterretjes.
De Dood spreekt in kleinkapitaal, met een zware holle stem, die klinkt alsof er twee zware loodplaten op elkaar worden geslagen (of dichtslaande grafzerken of iets in die trant). Hij woont op het door hemzelf ontworpen Domein van de Dood. In de door kaarsen verlichte kelder heeft hij zijn verzameling zandlopers staan: een voor elke bewoner van de Schijfwereld. Wanneer al het zand uit zo'n zandloper is doorgelopen, gaat de Dood naar de bijbehorende persoon om diens levensdraad door te snijden. Doorgaans worden alleen belangrijke personen of gebeurtenissen door hem persoonlijk afgehandeld, de rest laat hij over aan zijn hulpjes.
Hij woont in zijn huis op het domein met zijn huisknecht Albert en zijn aangenomen dochter IJzebel. Ook Hein (Hendrik) woonde er een tijdje, als leerknechtje van de Dood, totdat hij en IJzebel besloten te trouwen. Met de hulp van de Dood kwamen ze terug op de Schijfwereld als hertog en hertogin van Stoo Hielet.
De Dood kan vrij door de Schijfwereld rondwaren, want de mensen zien hem niet, of beter gezegd: ze willen hem niet zien en daarom zien ze hem niet. Alleen tovenaars, heksen en katten kunnen hem zien. Indien nodig kan hij een persoon even buiten de tijd zetten.
De Dood is een van de vier ruiters van de Apocalyps: de mythe luidt dat wanneer de Apocalyps daar is, de vier ruiters zullen uitrijden. Dit zijn behalve de Dood: Honger, Oorlog en Pestilentie. De Dood rijdt op een wit paard, dat Binkie heet.
Tovenaars kunnen met het Ritueel van AschKentze de Dood oproepen en er vragen aan stellen.

## Boeken met de Dood
- De Kleur van Toverij
- Dat wonderbare licht
- Meidezeggenschap
- Dunne Hein
- Betoverkind
- De plaagzusters
- Pyramides
- Wacht! Wacht!
- Faust Erik
- Rollende Prenten
- Maaierstijd
- Heksen in de lucht
- Kleingoderij
- Edele Heren en Dames
- Te Wapen
- Zieltonen
- Interessante Tijden
- Maskerade
- Lemen voeten
- Berevaar
- Houzee!
- Het Jongste Werelddeel
- Pluk de Strot
- De Vijfde Olifant
- De Waarheid
- De Dief van Tijd
- De Nachtwacht
- Het Monsterlijke Regiment
- Posterijen
- Thud
- Wintersmith
- Making Money